# Ottis Toole
Ottis Elwood Toole (5. března 1947 Jacksonville – 15. září 1996 Raiford) byl americký sériový vrah. Byl usvědčen z celkem šesti vražd. Během pobytu ve vězení se přiznával k dalším vraždám, nicméně svá tvrzení střídavě odvolával a potvrzoval.
Toole byl odsouzen k trestu smrti, po odvolání byl odsouzen k doživotnímu vězení. Zemřel ve své cele na cirhózu jater.

## Dětství a mládí
Toole se narodil a vyrůstal v Jacksonville na Floridě. Jeho matka byla fanaticky věřící. Toole později tvrdil, že ho zneužívala. Mimo jiné ho prý oblékala do dívčích šatů a oslovovala ho Susan.
Otec byl alkoholik. Jako malé dítě byl Toole obětí sexuálních útoků od svých příbuzných a známých, včetně své starší sestry a souseda. Tvrdil, že babička z matčiny strany byla satanistka, která mu během mládí ukázala různé satanistické praktiky a rituály, včetně sebepoškozování a vykrádání hrobů. Prý ho nazývala „dítě Ďáblovo“. Toole tvrdil, že zneužívání ze strany příbuzných a známých začalo poté, co se přiznal, že je homosexuál.
Dle některých zdrojů trpěl lehkou mentální retardací s IQ 75. Také trpěl epilepsií, kvůli které míval často grand mal (z fr. velký epileptický záchvat). Během dětství často utíkal z domova a spával v opuštěných domech. Od mala byl sériovým žhářem, oheň ho sexuálně vzrušoval.
V dokumentu Death Diploma Toole tvrdil, že ve svých pěti letech byl donucen k sexuálnímu styku s kamarádem svého otce. Ve svých deseti letech si uvědomil, že je gay, a tvrdil, že ve dvanácti měl sexuální vztah s chlapcem ze sousedství. V devátém stupni byl vyhozen ze školy a začal navštěvovat gay bary. Prohlašoval, že jako mladistvý byl prostitutem a stal se posedlým gay pornografií. Toole tvrdil, že svoji první vraždu spáchal ve svých čtrnácti letech, kdy po nemravných sexuálních návrzích od obchodního cestujícího ho přejel jeho vlastním autem. Toole byl poprvé zadržen v srpnu roku 1964 ve svých osmnácti letech a to pro potulku.
Co dělal Toole mezi lety 1966–1973 není úplně jasné. Má se za to, že se potuloval na jihozápadě USA a živil se prostitucí a žebráním. Když žil v Nebrasce, byl jedním z hlavních podezřelých z vraždy 24leté Patricie Webbové, která se stala roku 1974. Krátce poté opustil Nebrasku a na krátko se usadil v Boulderu v Coloradu. O měsíc později se stal hlavním podezřelým z vraždy spáchané 14. října 1974. Obětí byla 31letá Ellen Holmanová. S mnoha obviněními proti jeho osobě Toole opustil Boulder a vydal se zpět do Jacksonville.
Na začátku roku 1975 se Toole, po potloukání se na jihu USA, vrátil do Jacksonville. Dne 14. ledna 1976 se oženil s o 25 let starší ženou. Opustila ho po třech dnech, když zjistila, že je homosexuál. Toole během jednoho rozhovoru prohlásil, že toto manželství mělo sloužit pouze jako zástěrka pro jeho pravou sexuální orientaci.

## Vraždy a uvěznění
V roce 1976 v jídelně pro chudé se Toole seznámil s Henry Lee Lucasem a brzy si spolu vytvořili sexuální vztah. Toole později prohlašoval, že se podílel s Lucasem na 108 vraždách, někdy na příkaz kultu s názvem „Ruce Smrti“ (The Hands of Death). Toto tvrzení později Lucas odvolal s odůvodněním, že si jím chtěl pouze vylepšit své postavení za mřížemi.
Toole byl v dubnu 1983 zatčen v Jacksonville pro žhářství. O dva měsíce později byl zatčen i Henry Lee Lucas, a to pro nezákonné držení střelné zbraně. Tehdy se Lucas začal vychloubat s vražedným běsněním, které oni dva organizovali. Toole nejdříve svou účast popíral, později však Lucasovo přiznání začal potvrzovat.
Dne 21. října 1983 se Toole přiznal k vraždě šestiletého Adama Walshe z roku 1981. Několik týdnů po jeho přiznání oznámily policejní složky, které případ vyšetřovaly, že se ztratilo zabavené Tooleovo auto a mačeta. John Walsh, otec Adama Walshe, nepřestal věřit v Tooleovu vinu. Dne 16. prosince 2008 označila policie Toolea za vraha a případ Adama Walshe uzavřela. Do té doby nebyl objeven žádný nový důkaz a policie se odkazovala na to, že neměla důkaz v podobě DNA. Toole se také přiznal k tomu, že ve stejný den napadl a zabil 46letou Joanu Holterovou u ní doma. Čin provedl stejnou zbraní (mačetou), se kterou zabil Adama Walshe.
Dne 12. ledna 1982 Toole uvěznil 64letého George Sonnenberga v jeho vlastním domě, který poté podpálil. Ve vzniklém požáru senior uhořel. V dubnu 1984 byl Toole usvědčen z vraždy George Sonnenberga a odsouzen k trestu smrti. Později téhož roku byl Toole shledán vinným z vraždy 19leté Sivie Rogersové a byl podruhé odsouzen k trestu smrti. Po odvolání však byly oba dva rozsudky změněny na doživotní odnětí svobody.
Během soudního procesu odborníci potvrdili, že Toole trpěl paranoidní schizofrenií. Během výkonu trestu Toole krátce pobýval v cele vedle Teda Bundyho ve vězení Raiford na Floridě. V roce 1991 se Toole přiznal k dalším čtyřem vraždám spáchaným v Jacksonville a dostal tak další čtyři doživotní tresty.
V roce 1984 se Toole přiznal ke dvěma nevyřešeným vraždám na severozápadě Floridy. Během interview prohlásil, že zabil 18letého Davida Schallarta, stopaře, kterého nabral východně od Pensacoly. Schallartovo tělo, pětkrát zasažené střelnou zbraní do hlavy, bylo nalezeno 6. února 1980 asi 40 metrů od silnice I-10, 7 kilometrů východně od Chipley. Další obětí byla 20letá Ada Johnsonová. Toole ji pod pohrůžkou střelnou zbraní unesl z jednoho nightclubu v Tallahassee a poté na cestě za Fort Walton Beach zastřelil. Během odvolacího řízení v roce 1984 psychiatři Dr. Urbina a Dr. Sanches prohlásili, že Toole byl pyroman, vysoce impulzivní a že jeho zjevné asociální chování bylo zapříčiněno poruchou osobnosti. Na základě důkazů byla Tooleovi diagnostikována disociální porucha osobnosti.
Dne 15. září 1996, ve věku 49 let, Ottis Toole zemřel v cele na cirhózu jater. Jelikož se o tělo nikdo nepřihlásil, byl pochován na vězeňském hřbitově.